# 2017년 UEFA 슈퍼컵
2017년 UEFA 슈퍼컵(2017 UEFA Super Cup)은 2017년 8월 8일에 열린 42번째 UEFA 슈퍼컵 대회이다. 마케도니아 공화국(현재의 북마케도니아) 스코페에 위치한 필리포스 2세 아레나에서 단판 승부 형식으로 진행되었으며 2016-17년 UEFA 챔피언스리그 우승 팀인 레알 마드리드와 2016-17년 UEFA 유로파리그 우승 팀인 맨체스터 유나이티드가 맞붙었다. 레알 마드리드가 맨체스터 유나이티드를 2-1로 누르고 우승을 차지했다.

## 개최지 선정
유럽 축구 연맹(UEFA)은 2015년 6월 30일에 체코 프라하에서 열린 집행위원회 회의에서 2017년 UEFA 슈퍼컵 개최지를 마케도니아 공화국(현재의 북마케도니아) 스코페에 위치한 필리포스 2세 아레나로 선정했다. 필리포스 2세 아레나는 FK 바르다르, FK 라보트니치키, 북마케도니아 축구 국가대표팀의 홈 구장이기도 하다.

## 팀
| 팀                  | 자격                             | 이전 참가                    |
| ------------------- | -------------------------------- | ---------------------------- |
| 레알 마드리드       | 2016-17년 UEFA 챔피언스리그 우승 | 1998, 2000, 2002, 2014, 2016 |
| 맨체스터 유나이티드 | 2016-17년 UEFA 유로파리그 우승   | 1991, 1999, 2008             |

## 경기
| 레알 마드리드             | 2 – 1  | 맨체스터 유나이티드 |
| ------------------------- | ------ | ------------------- |
| 카제미루 24′ · 이스코 52′ | 리포트 | 루카쿠 62′          |

| 레알 마드리드 | 맨체스터 유나이티드 |

| GK          | 1  | 케일러 나바스       |     |     |
| RB          | 2  | 다니 카르바할       | 84′ |     |
| CB          | 5  | 라파엘 바란         |     |     |
| CB          | 4  | 세르히오 라모스 (c) | 86′ |     |
| LB          | 12 | 마르셀루            |     |     |
| CM          | 10 | 루카 모드리치       |     |     |
| CM          | 14 | 카제미루            |     |     |
| CM          | 8  | 토니 크로스         |     |     |
| RF          | 11 | 가레스 베일         |     | 74′ |
| CF          | 9  | 카림 벤제마         |     | 83′ |
| LF          | 22 | 이스코              |     | 74′ |
| 교체 선수:  |    |                     |     |     |
| GK          | 13 | 키코 카시야         |     |     |
| DF          | 6  | 나초                |     |     |
| DF          | 15 | 테오 에르난데스     |     |     |
| MF          | 20 | 마르코 아센시오     |     | 74′ |
| MF          | 23 | 마테오 코바치치     |     |     |
| FW          | 7  | 크리스티아누 호날두 |     | 83′ |
| FW          | 17 | 루카스 바스케스     |     | 74′ |
| 감독:       |    |                     |     |     |
| 지네딘 지단 |    |                     |     |     |

| GK          | 1  | 다비드 데 헤아        |       |     |
| RB          | 25 | 안토니오 발렌시아 (c) |       |     |
| CB          | 2  | 빅토르 린델뢰프       |       |     |
| CB          | 12 | 크리스 스몰링         |       |     |
| LB          | 36 | 마테오 다르미안       |       |     |
| CM          | 21 | 안데르 에레라         |       | 56′ |
| CM          | 31 | 네마냐 마티치         |       |     |
| CM          | 6  | 폴 포그바             |       |     |
| RW          | 22 | 헨리크 미키타리안     |       |     |
| CF          | 9  | 로멜루 루카쿠         |       |     |
| LW          | 14 | 제시 린가드           | 42′   | 46′ |
| 교체 선수:  |    |                       |       |     |
| GK          | 20 | 세르히오 로메로       |       |     |
| DF          | 17 | 데일리 블린트         |       |     |
| MF          | 8  | 후안 마타             |       |     |
| MF          | 16 | 마이클 캐릭           |       |     |
| MF          | 27 | 마루안 펠라이니       |       | 56′ |
| FW          | 11 | 앙토니 마르시알       |       |     |
| FW          | 19 | 마커스 래시퍼드       | 90+4′ | 46′ |
| 감독:       |    |                       |       |     |
| 조제 모리뉴 |    |                       |       |     |

| 최우수 선수: 이스코 (레알 마드리드) 부심: 엘레니토 디 리베라토레 (이탈리아) 마우로 토놀리니 (이탈리아) 제4심: 클레망 튀르팽 (프랑스) 보조 심판: 다비데 마사 (이탈리아) 마시밀리아노 이라티 (이탈리아) 대기 보조 심판: 리카르도 디 피오레 (이탈리아) | 경기 규칙 - 전후반 90분 동안 경기를 진행한다. - 전후반 90분 상황에서 동점이면 연장전 30분을 진행한다. - 연장전에서도 동점이면 승부차기를 진행한다. - 교체 선수 명단은 7명까지 올릴 수 있으며 한 팀당 최대 3명까지 교체할 수 있다. |